# Alf Davies
Alfred „Alf“ Davies (* 1882 in London; † 14. Juli 1922 ebenda) war ein britischer Schwimmer und Wasserballspieler.

## Karriere
Davies nahm 1908 an den Olympischen Spielen in London teil. Hier scheiterte er im Wettbewerb über 200 m Brust als Dritter seines Vorlaufes am Halbfinaleinzug.
Neben dem Schwimmsport war er auch im Wasserball aktiv.